# Pelzkrawatte

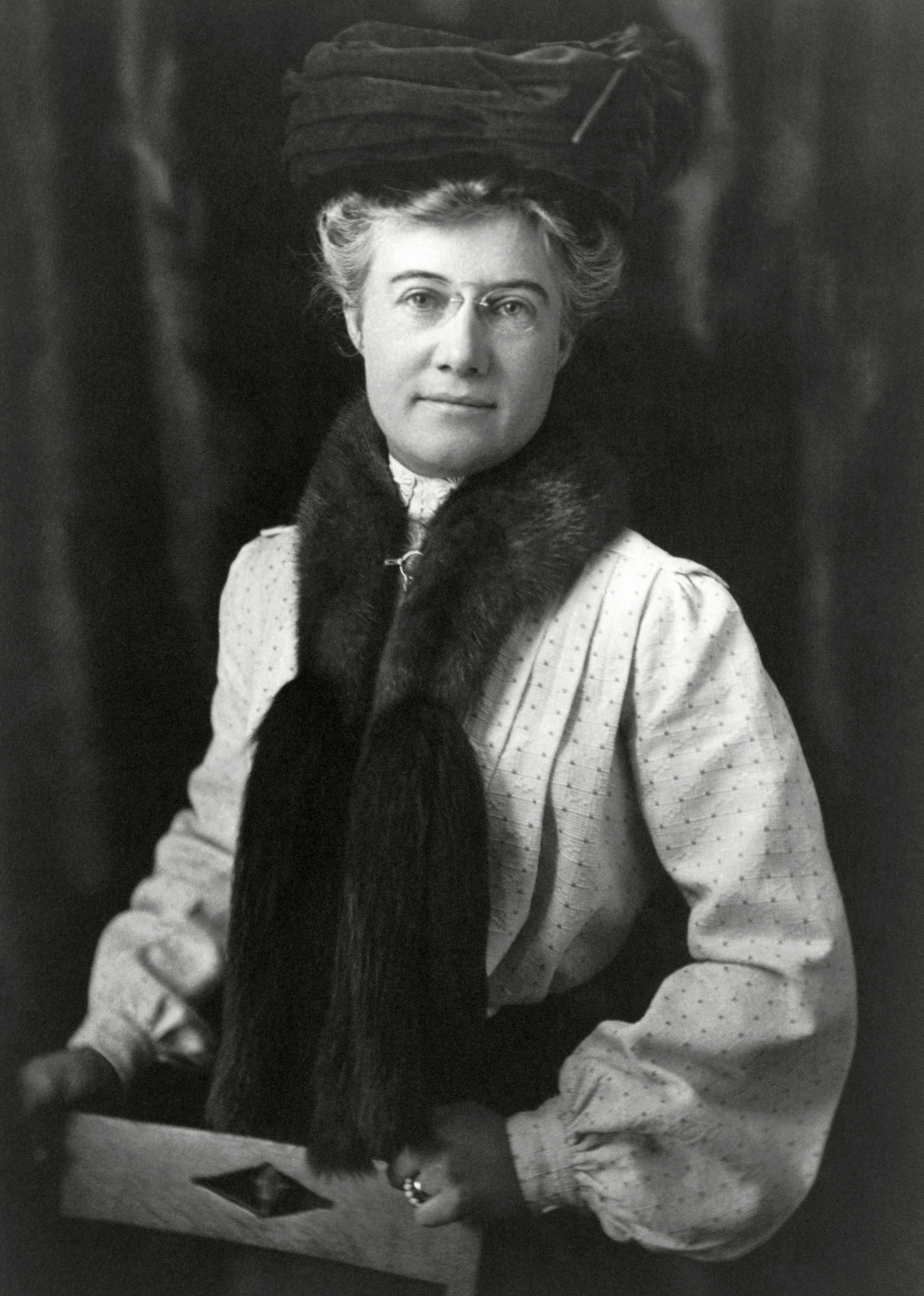
Pelzkrawatte (um 1900)

Als Pelzkrawatte oder einfach nur Krawatte wird ein kleiner, eher schmaler Damenschal aus Fell bezeichnet. Größere Ausführungen sind Pelzschals, Pelzboas und Pelzstolen, in Tierform gearbeitete Halsschals werden Pelzkolliers genannt. Der Begriff Pelzkrawatte veraltet zunehmend, in modernem Design wird sie inzwischen wie die größere Ausführung als Pelzschal gehandelt.
In der Vergangenheit umfasste der Begriff Pelzkrawatte verschiedene Kragenformen, wie sie von der jeweiligen Mode gefordert wurden. Hauptsächlich stellte sie einen schmaleren Pelzstreifen dar, der entweder gleichmäßig breit, meist jedoch, den beiden Enden zu, verbreitert gearbeitet war. Des Weiteren gab es Binde- und Schlupfkrawatten. Zusammenstellungen verschiedener kleiner Teile, zum Beispiel Pelzmütze, -muff und -krawatte derselben Fellart wurden als Pelzgarnitur bezeichnet.

## Design
Die Pelzkrawatte kann als gerader Streifen gearbeitet sein, sodass sie sich beim Tragen hochstellt und an den Hals anlegt. Alternativ weist sie eine mehr oder weniger starke Halsrundung auf, wobei sie flach am Hals auf der Schulter aufliegt. Meist ist die Krawatte auf der Rückseite abgefüttert, kleinere Ausführungen haben öfter auf beiden Seiten Fell („doppelfellig“).
Als gebundene Krawatte wird sie konventionell entweder einmal geschlungen getragen, ansonsten beide Enden auf der Brust glatt nebeneinander hängend oder sich schräg kreuzend. Um ein Verrutschen oder Herabfallen zu verhindern, werden die beiden Hälften mit einem oder mehreren Verschlüssen verbunden. Das sind der Regel mit Posamentengarn besponnene Haken und Ösen oder ein als Kugelpaar gearbeitetes Paar Druckknöpfe. Ein schräger Seidensteg auf der Rückseite zum Durchstecken ermöglicht ein Kreuzen der flach übereinanderliegenden Krawattenhälften. Die früher als Schlupfkrawatte bezeichnete Form hat einseitig einen Mittelschlitz, durch den die Gegenseite hindurch gesteckt wird, sodass sich ebenfalls die beiden Hälften kreuzen. Gelegentlich wurden kleinere Krawatten auf der Rückseite mit einer Kollierklammer versehen, mit der sie, über die Gegenseite fallend, festgeklammert werden konnten.
Die Formgebungsmöglichkeiten sind vielfältig. Modernere Modelle endeten meist abgeschrägt, doppelfellige schmale Krawatten oft gerundet, wenige nur in der Art einer Herrenkrawatte mit einer Mittelspitze, seltener, wie früher noch viel, mit mehreren Fellschweifen. Auch können sie mit eingenähten Ornamenten oder aufgenähten, vor allem floralen Pelzornamenten geschmückt sein. Auch eine individuelle Dekorierung mit Schmucknadeln durch die Trägerin ist denkbar.
Üblicherweise wird die Rückseite mit einer der Fellfarbe angepassten Seide abgefüttert, eventuell mit einer schmückenden, nur auf der Rückseite sichtbaren Paspelierung der Verbindung zwischen Fell und Futter.

## Geschichte

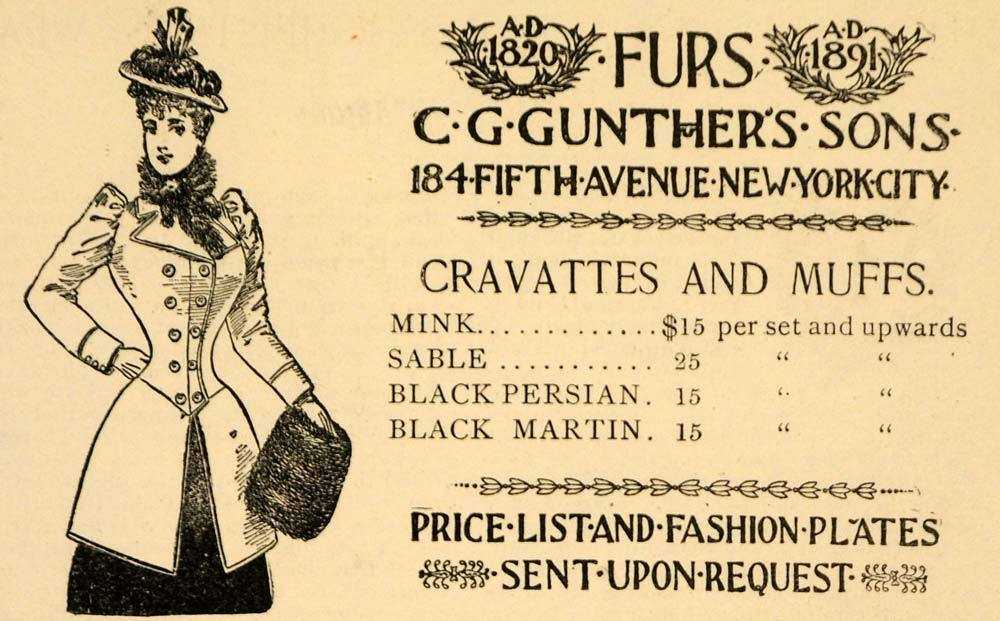
„Cravattes and muffs“. Anzeige von C. G. Gunther's Sons, New York (1891)

Das ursprünglich einen Krawaten, den Angehörigen des slawischen Volksstammes der Kroaten bezeichnende Wort Krawatte – kroatische Reiter trugen eine entsprechende Halsbinde – ist für den Pelzschal ähnlich auch in anderen Sprachen geläufig. Im Deutschen wurde es, zusammen mit der Pelzkrawattenmode, aus dem Französischen übernommen, dort heißt sie „cravate“, im Italienischen „cravatta“ und auf englisch „cravat“. Im Deutschen wurden Pelzschals um die 1920er Jahre, eine große Epoche der Pelzschals, auch unter dem französischen Begriff „Echarpe“ angeboten.
Gegen Ende des 19. Jahrhunderts gab es noch kaum mit dem Haar nach außen getragene Pelzbekleidung, zusammen mit der Einführung der Pelznähmaschine begann sie sich jedoch bald in großem Ausmaß durchzusetzen. In der westlichen Welt waren um diese Zeit bereits Garnituren kleiner Pelzteile aus gleichem Fell ganz besonders in Mode, vor allem fallen dabei Kombinationen aus Hermelinfell auf. Zu einer Garnitur konnte eine Pelzmütze gehören, meist ein Pelzmuff, manchmal auch Pelzhandschuhe und meistens eine kleine Pelzkrawatte oder ein größerer Pelzschal. Hermelinkrawatten waren meist mit den schwarzspitzigen Schwänzchen des Hermelinfells geschmückt, öfter kam noch ein kleines „Aufputzköpfchen“ hinzu. Garnituren für Kinder waren ebenfalls sehr in Mode, oft aus dem, dem Hermelin ähnlichen weißen Kaninfell oder aus dem ebenfalls weißen, gelockten Slink-Lamm gearbeitet. Abbildungen von kleinen Pelzschals aus der Zeit vor dem Aufkommen der Pelzgarnituren sind nur selten zu finden, meist waren sie groß und repräsentativ.
Schulterkragen und Capes aus Pelz wurden zum Abendkleid, in schlichter Ausführung auch über dem Straßenkostüm getragen. Zum Pelzkragen kamen die Pelzstola und die Pelzkrawatte hinzu, die in dieser Form erst einmal, ebenso wie die Boa, auch bald wieder weitgehend verschwand. Zum Beginn der 1920er Jahre gab es den langen, gleichmäßig breiten Pelzschal, der ebenfalls nur einige Jahre in Mode bleibt. Die Krawatte wurde jetzt lang und schmal, oder aber in ihrer Nebenform, als einfelliger, den Hals fest umschließender Würger mit Kopf und Schwanz, bevorzugt. Auch wurden die verschiedenen Kragenformen, die Mantel und Jacke abschließen, als selbständige Pelzkragen getragen. Die Mode der Pelzgarnituren hielt sich bis in die 1920er Jahre, ohne jedoch bis in die Zeit des Zweiten Weltkriegs ganz zu verschwinden.
Die Italienerin Anna Municchi stellte fest, dass Kragen und sonstige Halspelze sich in den 1930er Jahren als festes Accessoire der übrigen Mode etabliert hatten. Sie befanden sich beständig in den Kollektionen der bedeutenden Modeschöpfer, wie Jeanne Lanvin, als Krawatte aus Civetfell bei Elsa Schiaparelli oder als Halsschal aus Breitschwanz bei Jacques Heim. Municchi erwähnte auch am Hals geknotete, gerundete oder streng aussehende „Plastron“-Krawatten, die man nach dem Ablegen des Mantels weiter zum Kleid tragen konnte.
Es blieb, neben der Kopfbedeckung aus Pelz, die Pelzkrawatte, die eine Dame auch gut zu einer Pelzjacke oder einem Pelzmantel tragen konnte. Waren zuvor größere, repräsentative Pelzschals und -stolen deutlich häufiger, wurde die kleine, schlichtere Pelzkrawatte als tägliches Accessoire nach dem Zweiten Weltkrieg für einige Zeit sehr beliebt. Mit der Zunahme der Nerzmode dominierte das Nerzfell auch die Pelzkrawattenmode. Kleine Krawatten wurden aus einem Nerzfell hergestellt, jeweils aus einem halben Fell pro Hälfte, die kleinsten Ausführungen aus den kleineren weiblichen, englisch bezeichneten Nerz-Females, die größeren aus den männlichen Nerz-Males. Üppigere Krawatten wurden aus zwei Nerzen gearbeitet, bei kleinen Fellen aus vier, paarweise nebeneinander gesetzten Fellen. Der Übergang von der Bezeichnung Krawatte zu Schal war entsprechend fließend. Die in der Nachkriegszeit anfangs ebenfalls noch recht beliebten Nerzkolliers mit Köpfen, Schweifen und Pfoten ließ man später häufig durch einfaches Entfernen dieser Anhängsel und indem man sie hinter den ehemaligen Köpfen zusammennähte, vom Kürschner zu „doppelfelligen“ Krawatten umfunktionieren.

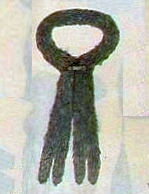
„Schottische Krawatte“ (USA, 1870)
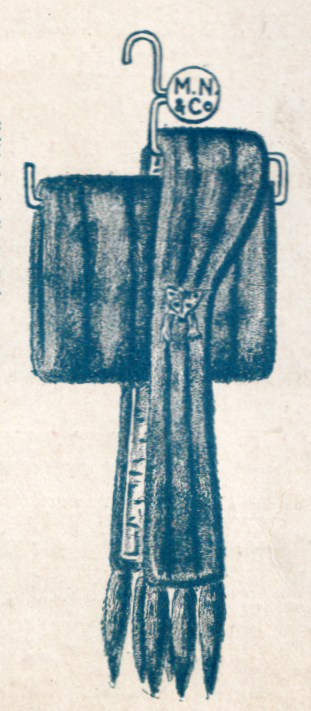
Pelz-Kleiderbügel mit Muff und Krawatte (New York, 1910)
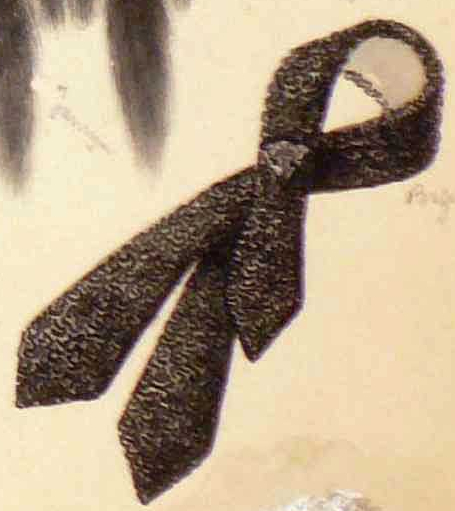
Form Herrenkrawatte mit Aufputzköpfchen (undatiert)
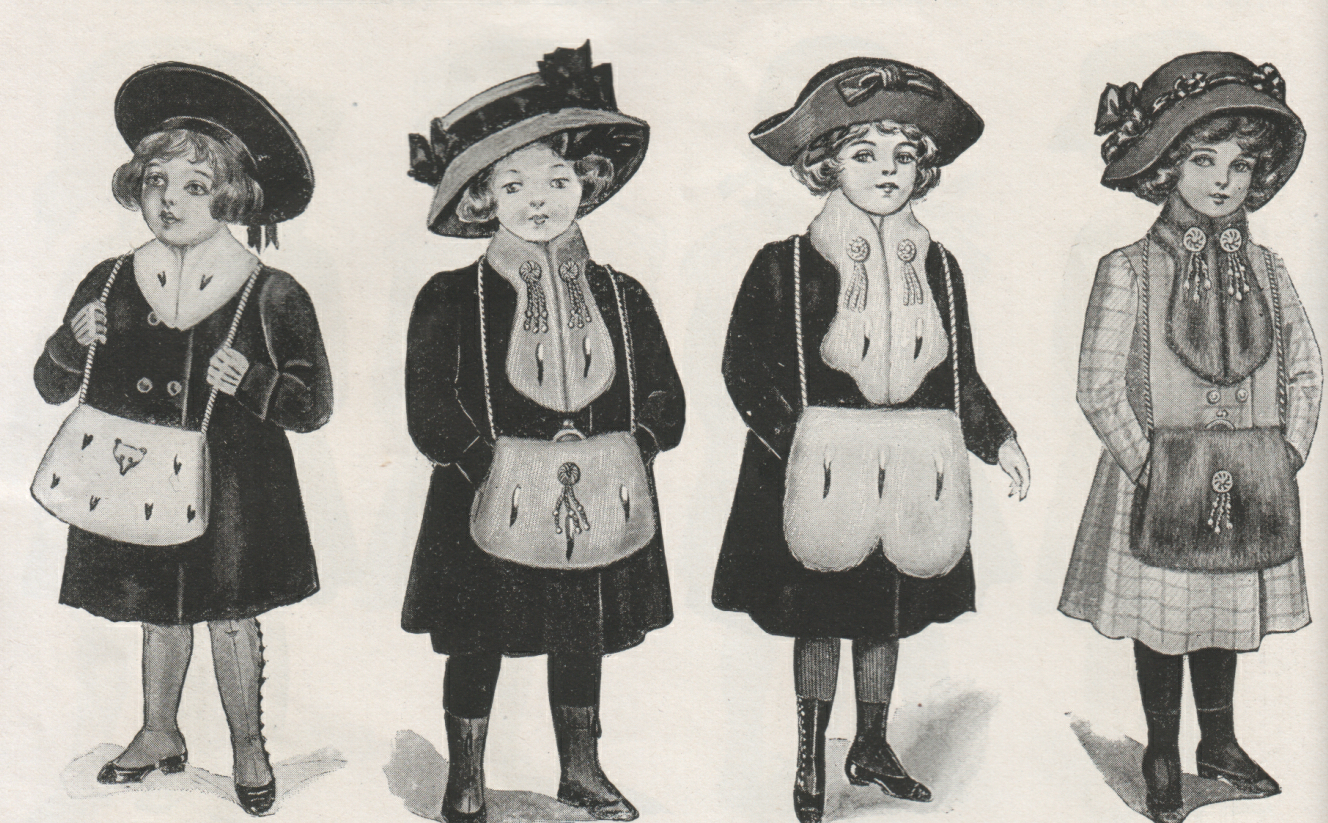
Kindergarnituren, Muffe und Krawatten aus Hermelinfell, rechts Kaninfell (USA, 1910)
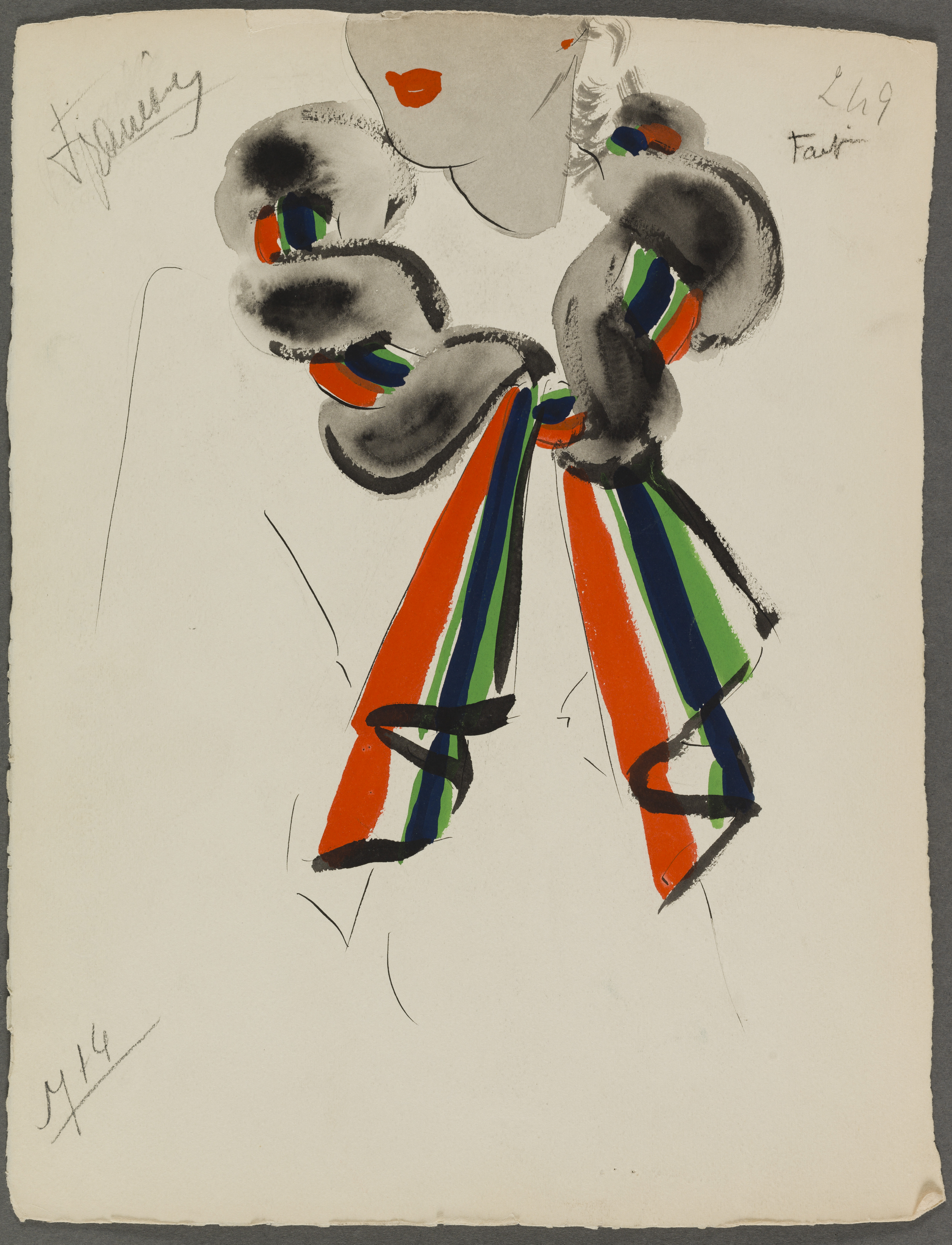
Pelzkrawatte mit Tuch (Entwurf Fourrure Max, Paris, ca. 1938)
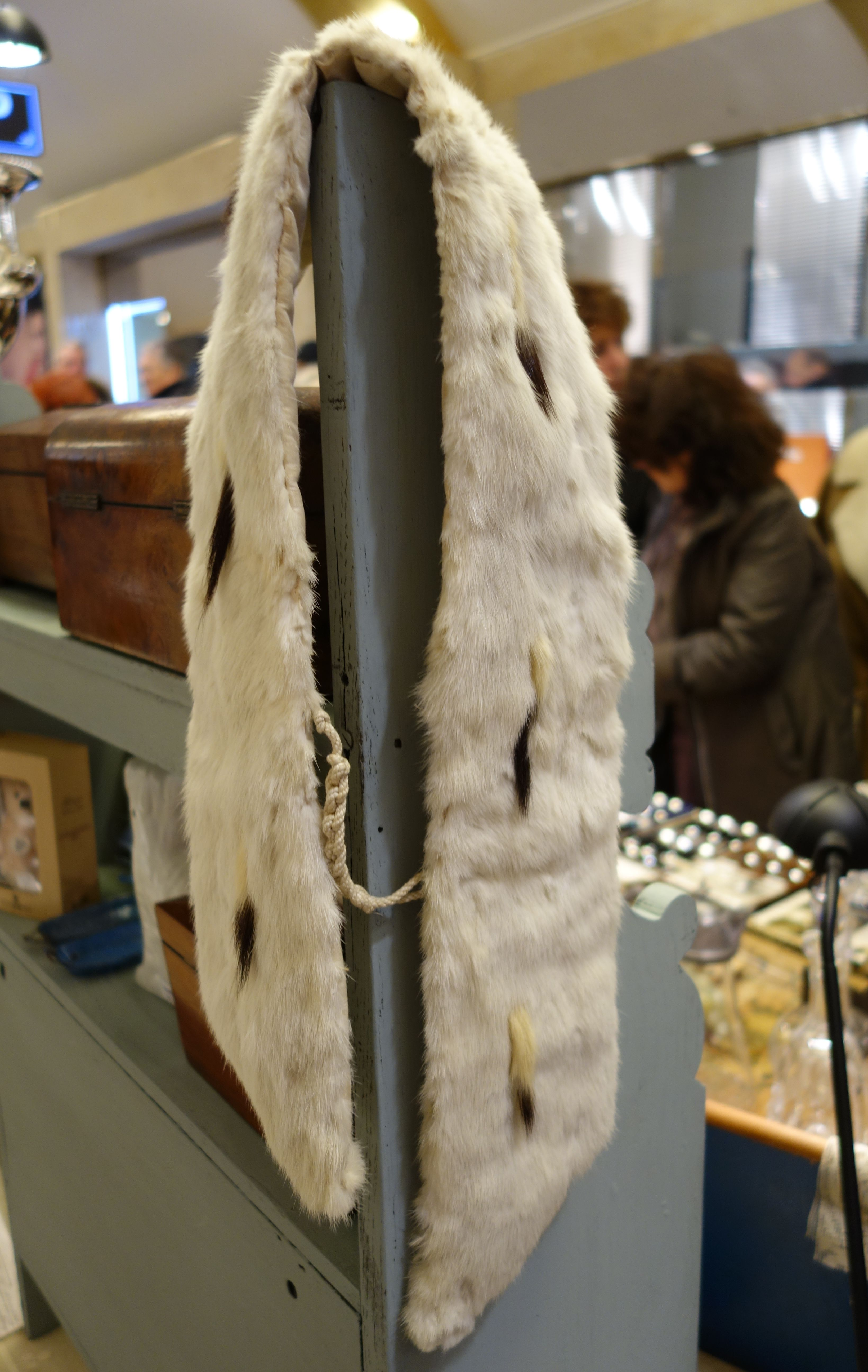
Sehr alte Hermelinkrawatte, in einer bis Ende des 20. Jahrhunderts häufigen Form (Deutschland, Foto 2015)
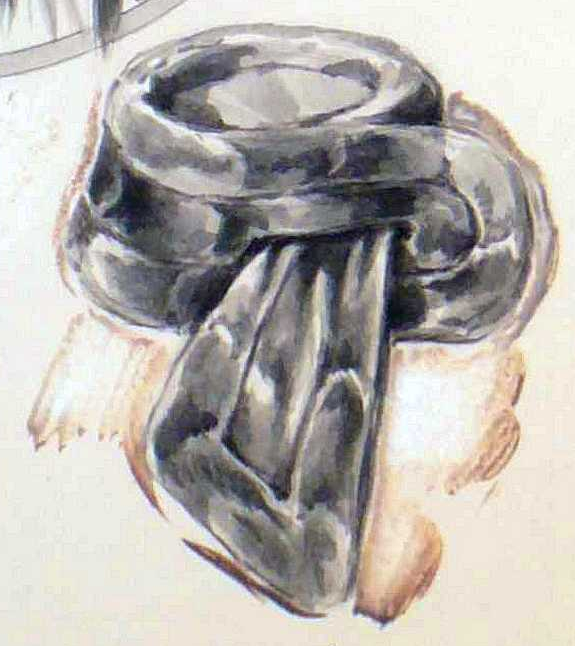
Durchsteckkrawatte (undatiert)

## Fellarten

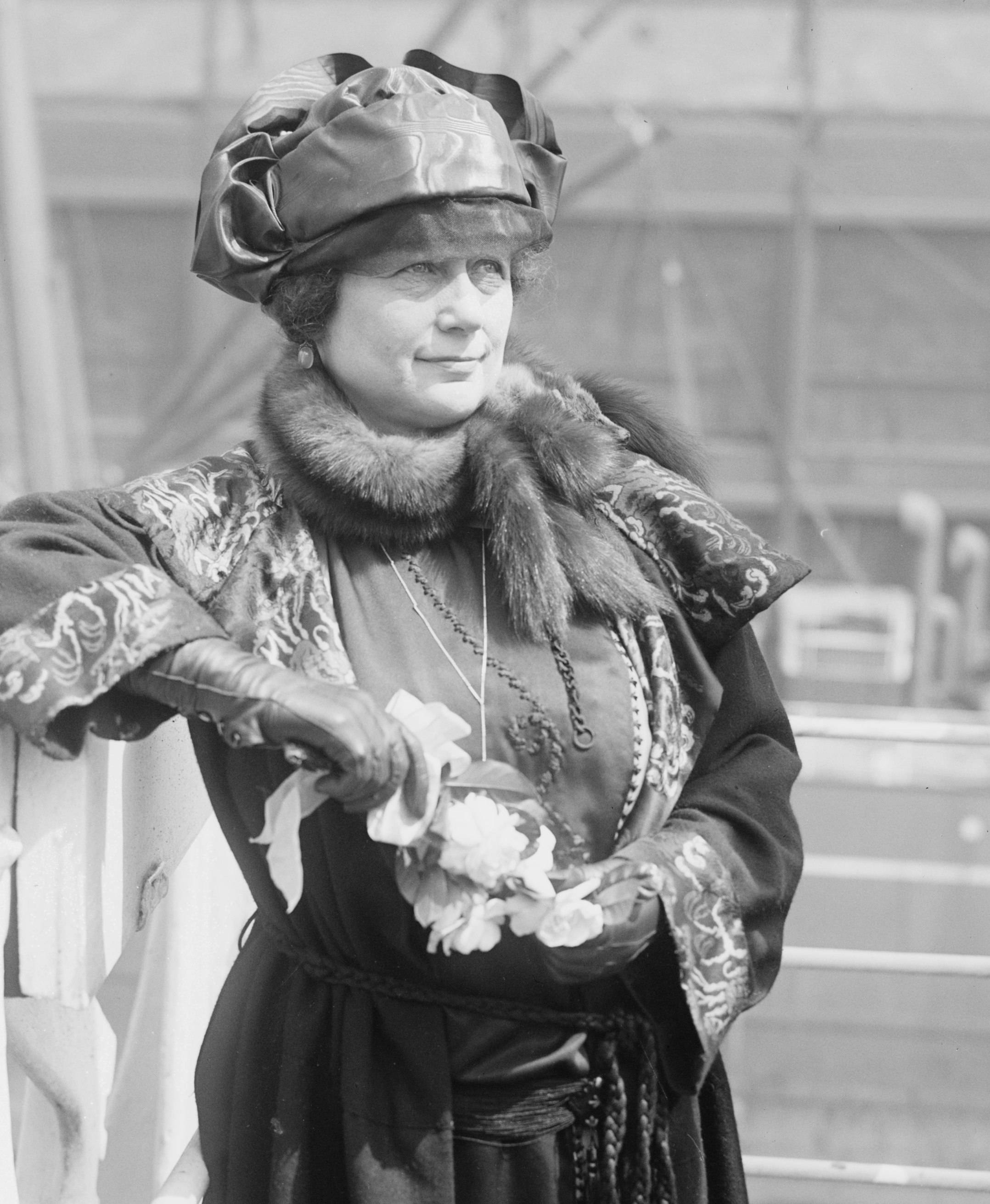
Zobelkrawatte (1915)

Die Kürschnerei verwendet für Krawatten vor allem flache Felle, die sich schlingen und binden lassen. Meistens wurden Pelzkrawatten aus Fellen der verschiedenen kleineren Marderarten gearbeitet, vor allem: Nerz, Zobel, Baum- und Steinmarder, Iltis, Kolinsky, Hermelin und Wiesel. Insbesondere Hermelin- und Wieselfelle sind so klein, dass die Krawatten meist aus mehr als zwei Fellen gearbeitet werden. Daneben werden auch andere Pelzarten für Krawatten genutzt, insbesondere in Zeiten, in denen bestimmte Felle von der Mode bevorzugt werden, zum Beispiel Fehfell, Chinchillafell oder die gelockten oder moirierten Persianer in den 1950er bis 1970er Jahren. Kurze Felle, wie Feh und Chinchilla, werden in der benötigten Anzahl übereinandergesetzt.
Bis in die 1940er Jahre wurde das Skunkfell besonders von der Mode bevorzugt. Das Fell zeichnet sich meist durch eine markante Gabelzeichnung im Rücken aus. Da diese lebhafte Musterung zu der Zeit unerwünscht war, wurden die Gabeln vor der Verarbeitung herausgeschnitten. Im Pelzzentrum des Leipziger Brühls hatte sich eine Streifenindustrie entwickelt, die zur Weiterverarbeitung Halbfertigprodukte herstellte. So wurden auch diese weißen Streifen gesammelt und, unter anderem von griechischen Kürschnern, die seit Jahrzehnten auf diesem Gebiet eine besondere Fertigkeit besaßen, zu größeren breiten Streifen zusammengesetzt. Meist wurden daraus Pelzkrawatten gearbeitet.
Für Krawatten im unteren Preisbereich wurde meist Kaninfell verwendet, das sich gut als Imitation teurerer Pelzarten veredeln lässt, aber auch in seinen verschiedenen Züchtungen ein sehr attraktives Fell abgibt.

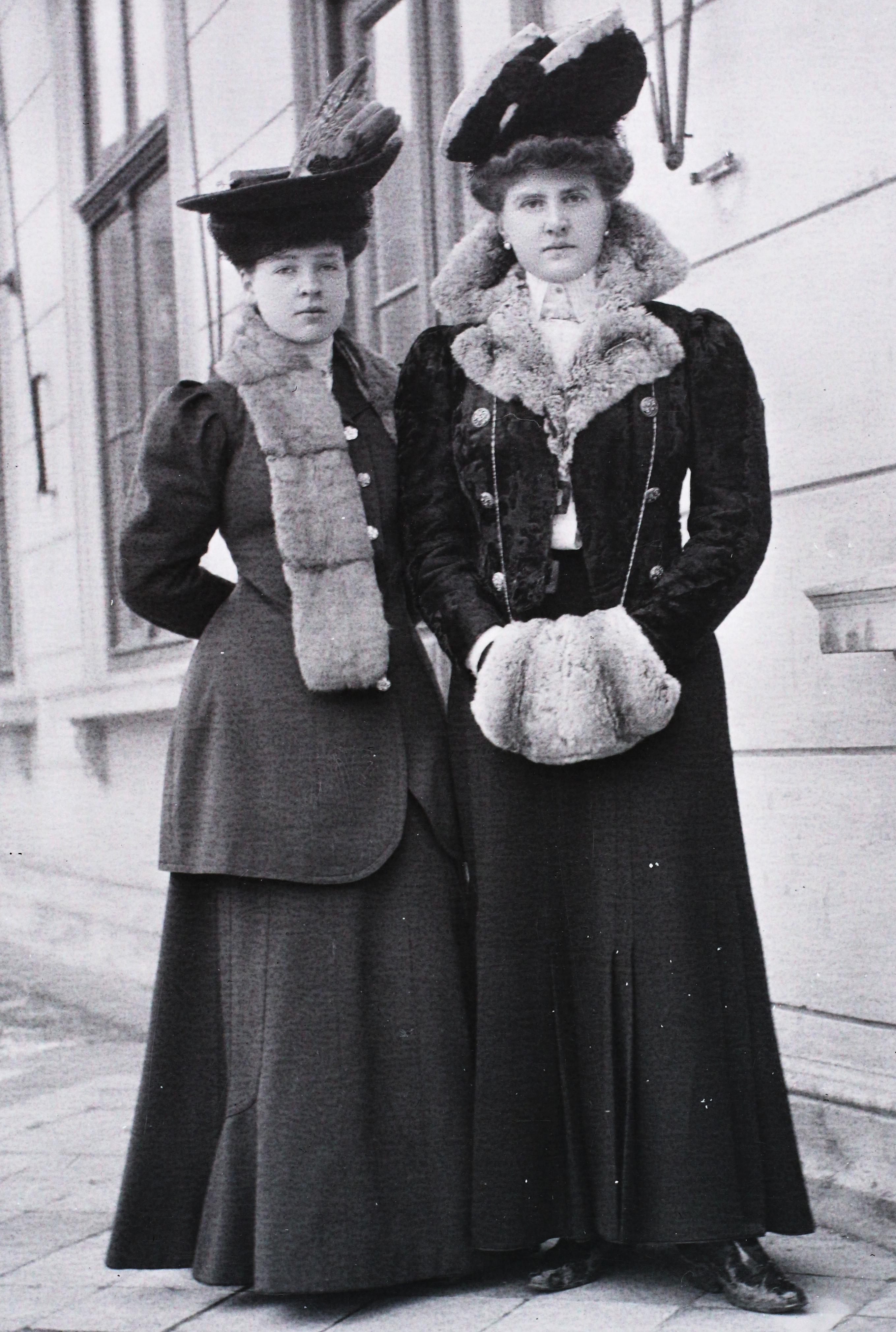
Links Fehrücken-Krawatte (Serbien, 1906)
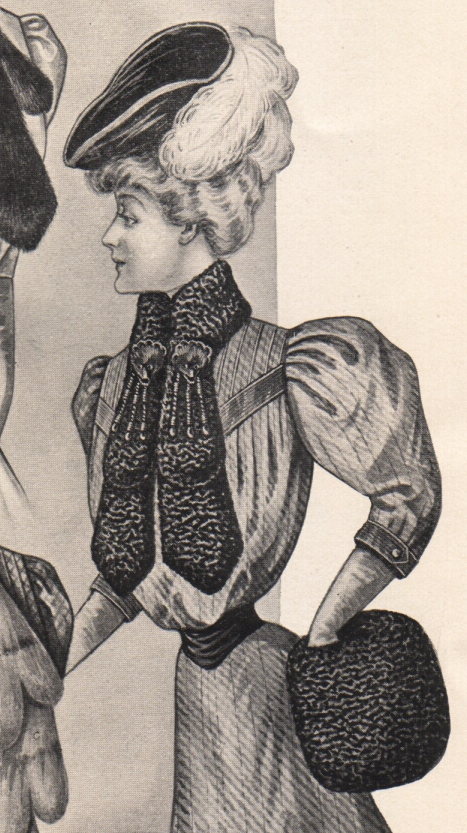
Persianermuff und -krawatte (USA, 1906)
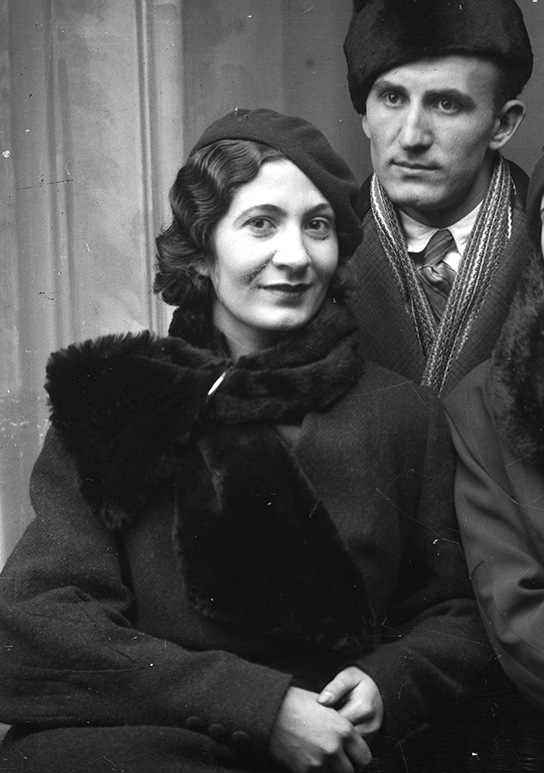
Lammfellkrawatte (Rumänien, undatiert)
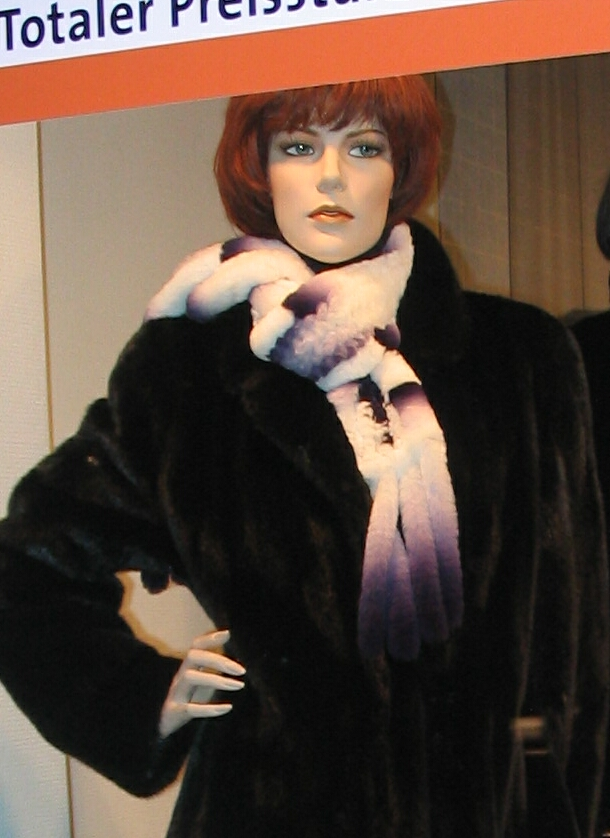
Kaninschal (chinesische Arbeit, 2009)

## Verarbeitung

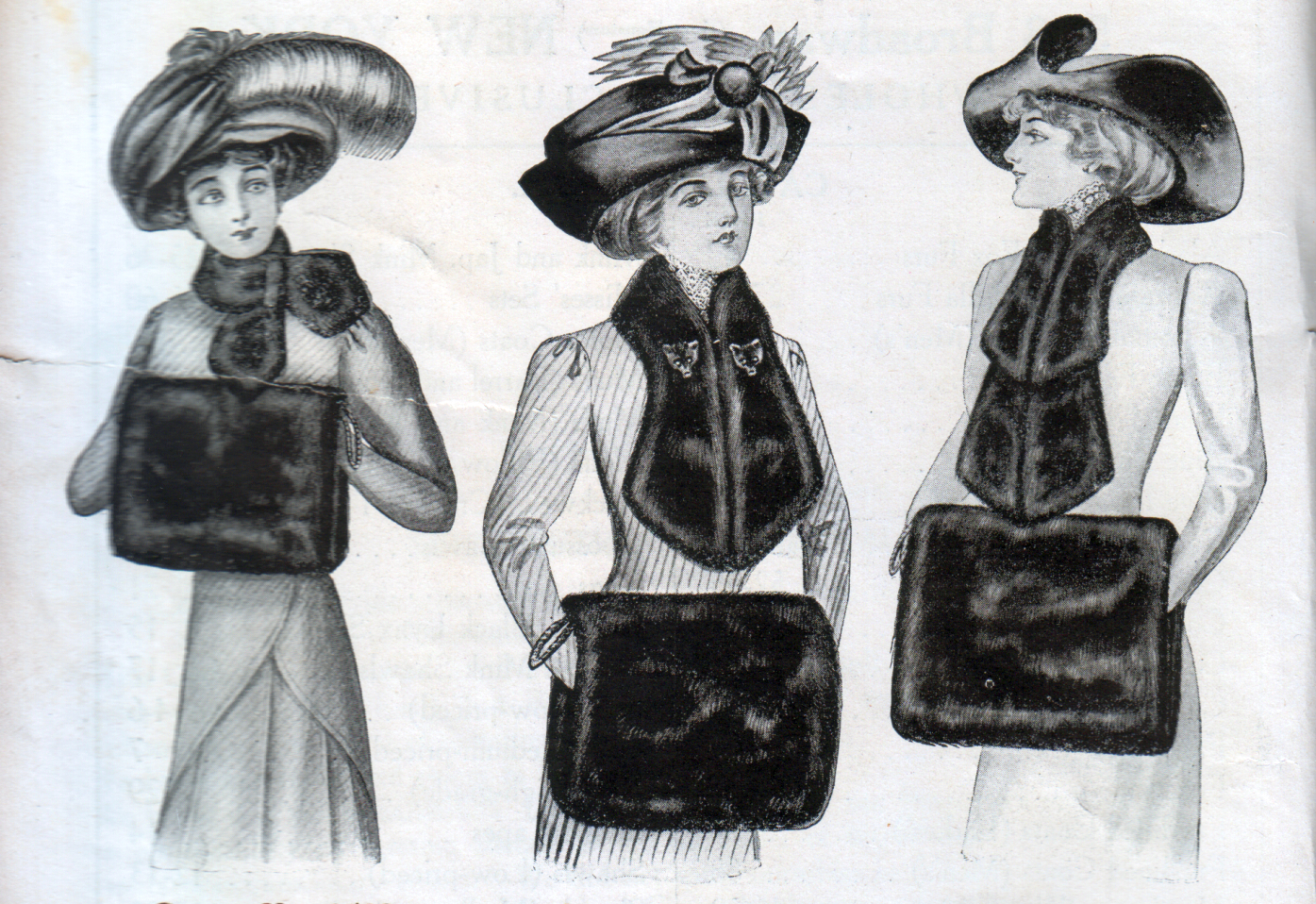
„Besonders preiswerte Garnituren“ (Kaninfell, USA, 1910)

Ein- bis vierfellige Pelzkrawatten haben eine Mittelnaht, in der sich das Fell scheitelt. Eine besonders unauffällige, aber arbeitsaufwändige Verbindung hierfür ist die Polnische Zackennaht. Weniger Arbeitszeit benötigt eine Polnische Naht, die ebenfalls verhindern soll, dass die Nahtstiche, aber auch das meist farblich abweichende Unterhaar zu sehen sind. Vielfellige Krawatten aus sehr kleinen Fellen werden auch nebeneinander, mit dem Haarschlag zur Außenseite hin, gearbeitet, so dass die Scheitelnaht entfällt.
Soll die Krawatte länger werden als es die natürliche Felllänge ergibt, werden mehrere Felle übereinander gesetzt oder, bei größeren Fellen, durch Auslassen auf Kosten der Breite verlängert. Ein geringer zusätzlicher Längengewinn entsteht auch, wenn in der gleichen Arbeitstechnik durch das Rundlassen eine Halsrundung eingearbeitet wird, wie es meist der Fall ist. Es wird nicht die volle Halsrundung berücksichtigt, da es gefälliger aussieht, wenn sich die Krawatte durch das Hochstellen an den Halsansatz anlegt.
Bis in die 1930er Jahre war die Rückseite oft nicht nur einfach abgefüttert, sondern häufig mit aufwändigen Futterarbeiten geschmückt.

## Weblinks

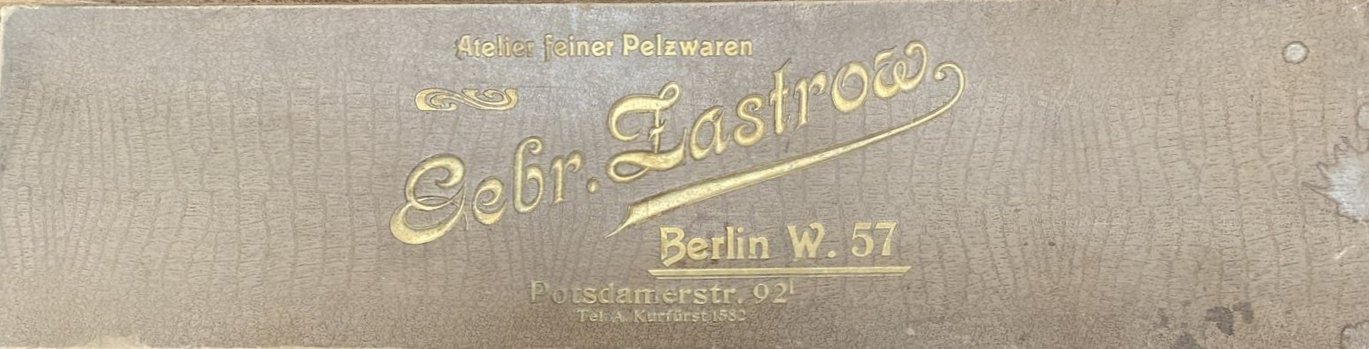
Pelzkrawatten-Karton der Firma Gebr. Zastrow, Atelier feiner Pelzwaren, Berlin